# Žádoucí statek
Žádoucí statek označuje v teorii spotřebitele takový statek, jehož spotřeba zvyšuje užitek spotřebitele. 
Toto označení nevypovídá o kvalitě statku, ale o preferencích spotřebitele. Například káva je pro mnoho lidí statkem žádoucím, současně např. pro lidi alergické na kofein je káva statkem nežádoucím.